# Aikatsu Friends!
Aikatsu Friends! (アイカツフレンズ! Aikatsu Furenzu!) là một trò chơi thu thập thẻ bài trong dòng game Data Carddass của Bandai, ra mắt vào ngày 5 thang 4 năm 2018. Đây là trò chơi kế tiếp của dòng trò chơi arcade Aikatsu! và Aikatsu Stars!. Trò chơi xoay quanh việc sử dụng các thẻ sưu tập gồm nhiều quần áo khác nhau để giúp các thần tượng tương lai vượt qua các buổi trình diễn thử.
Một bộ phim truyền hình anime được chuyển thể bởi BN Pictures được phát sóng từ ngày 5 tháng 4 năm 2018 đến ngày 26 tháng 9 năm 2019, thay thế cho phim truyền hình Aikatsu Stars!. Một tác phẩm chuyển thể từ truyện tranh của Chihiro Komori đã bắt đầu xuất bản trên tạp chí truyện tranh shoujo của Shogakukan Ciao từ ngày 3 tháng 4 năm 2018. Bộ truyện tiếp theo là bộ spin-off, Aikatsu on Parade! ra mắt vào ngày 5 tháng 10 năm 2019.

## Cốt truyện
Aine Yūki, một học sinh bình thường ở phân khu bình thường của Học viện Star Harmony, gặp Mio Minato từ bộ phận thần tượng, người mời cô tham gia Aikatsu để thực hiện mục tiêu của Aine để kết bạn. Cô cũng kết bạn với Maika Chōno và Ema Hinata, những người cũng là thần tượng. Aine và Mio hợp thành một cặp để trở thành những người bạn tốt nhất (Best Friends) để trở thành "Những người bạn kim cương" sáng chói. Karen Kamishiro và Mirai Asuka được phân loại là "Những người bạn kim cương" và thuộc Lớp Kim cương!

## Phương tiện truyền thông

### Anime
Một bộ phim truyền hình anime do BN Pictures sản xuất đã bắt đầu phát sóng trên TV Tokyo từ ngày 5 tháng 4 năm 2018 thành công Aikatsu Stars! loạt phim hoạt hình trong thời gian ban đầu của nó.
Phần thứ hai mang tên "Aikatsu Friends! ~ Kagayaki no Jewel ~" đã được công bố, và nó được phát sóng từ ngày 4 tháng 4 đến ngày 26 tháng 9 năm 2019, thành công mùa đầu tiên của Aikatsu Friends! loạt phim hoạt hình trong thời gian ban đầu của nó. Đây cũng là phần cuối cùng của phim truyền hình Aikatsu! được sản xuất trong thời kỳ Heisei và lần đầu tiên được sản xuất trong thời kỳ Reiwa. 

### Trò chơi
Data Carddass Aikatsu Friends  là trò chơi Data Carddass cho Phần 1. Trong phần 2, một trò chơi Data Carddass mới có tên  Data Carddass Aikatsu Friends Brilliant Jewel đã ra mắt.